# Salamona Skały

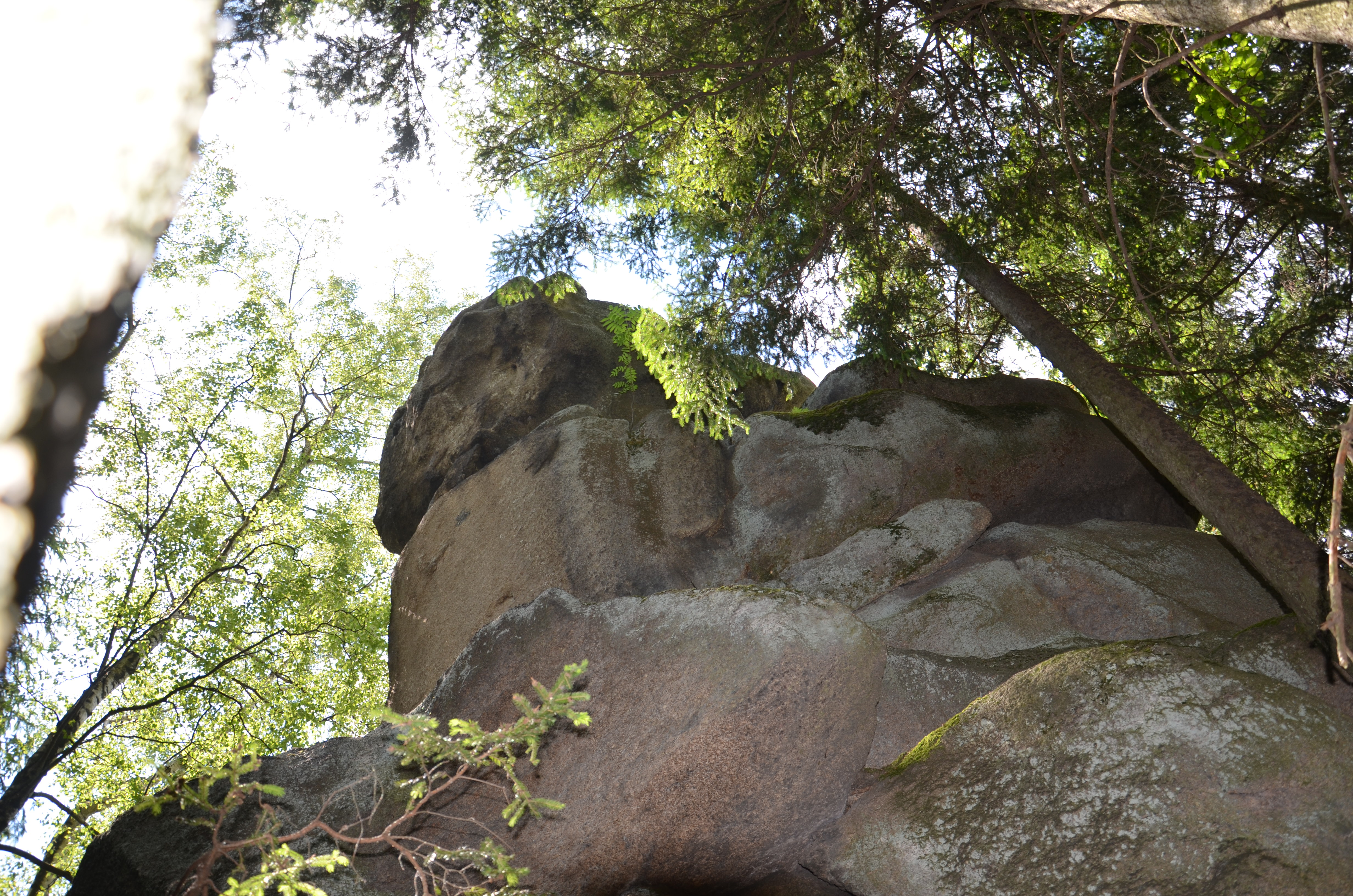
Widok na Salamona Skały

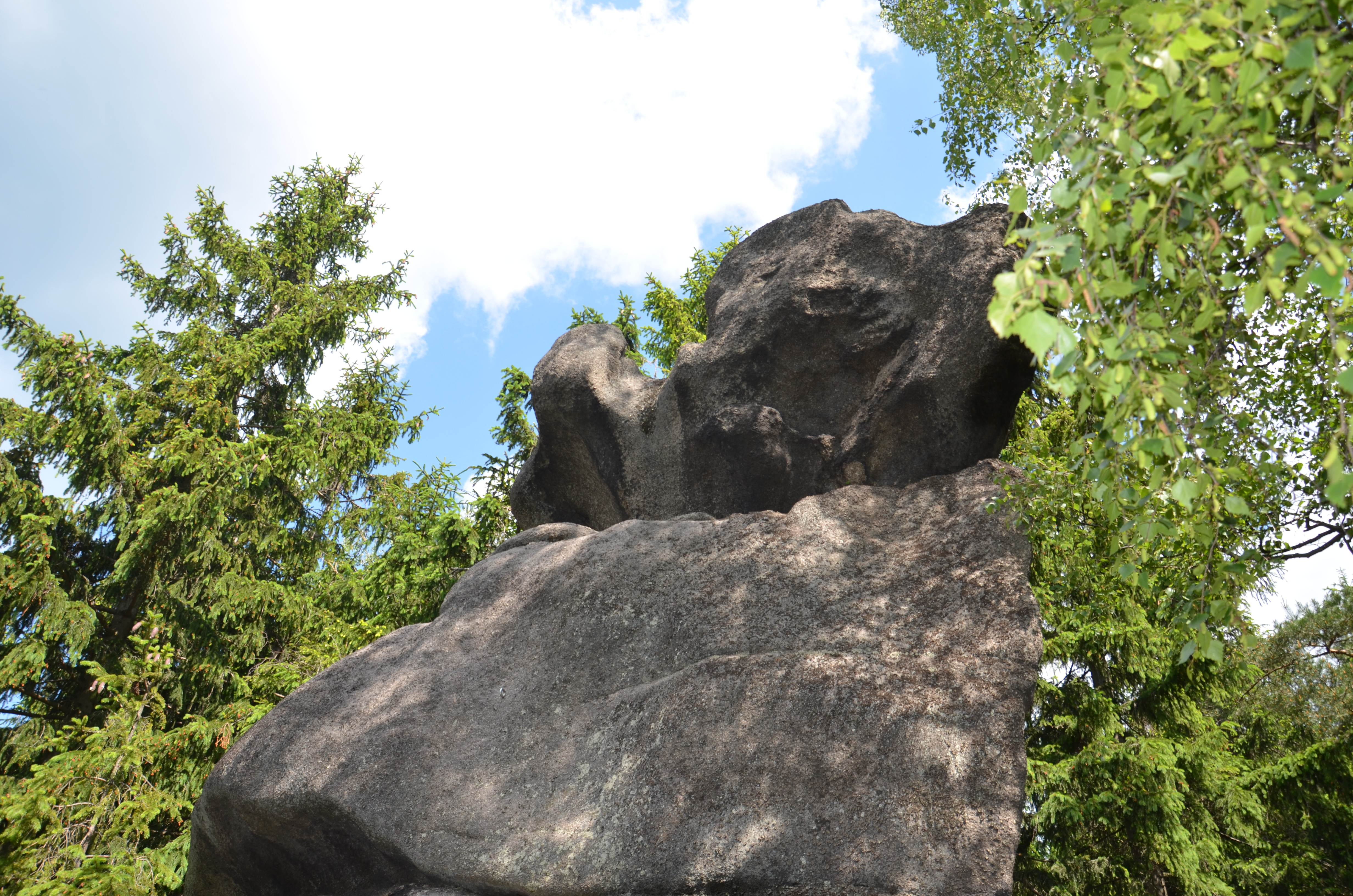
Strużnickie Skały -Skała

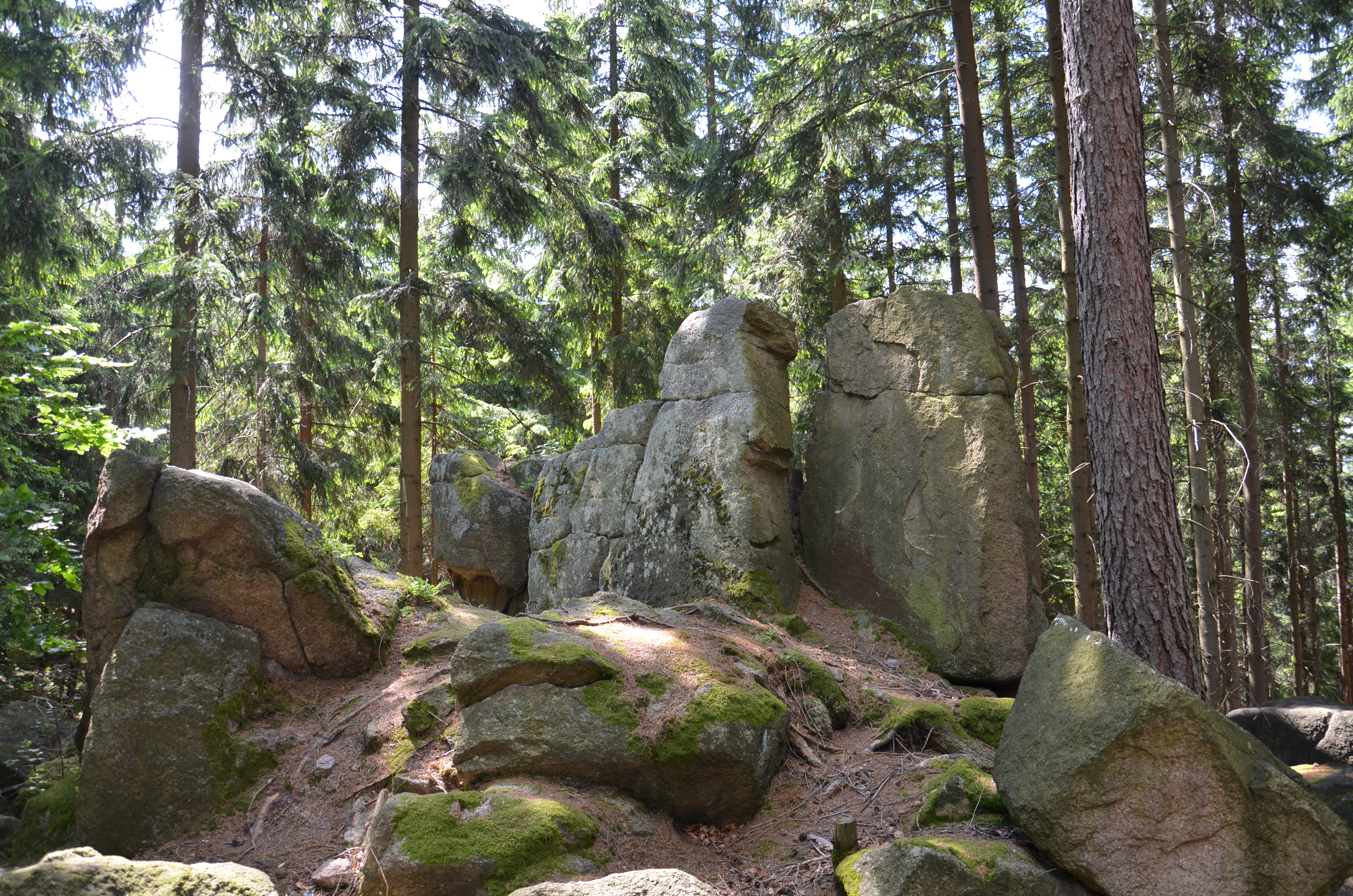
Salamona Skały

Salamona Skały (niem.  Kinderstein) (Dziecinne Skały) – w Strużnickich Skałach w południowo-zachodniej Polsce, w Sudetach Zachodnich, w Rudawach Janowickich, w Górach Strużnickich.

## Położenie
Skały położone są w Sudetach Zachodnich, w środkowej części Rudaw Janowickich, w masywie, w pobliżu Fajki. Skały i bloki skalne rozproszone są na zachodnich zboczach wzniesienia masywu Fajki.

## Charakterystyka
Skały zbudowane są z granitu karkonoskiego. Ich wysokość wynosi około 20 m. Skały są zasłonięte lasem świerkowym.

## Historia
Pierwsze wzmianki pochodzą z 1936 r. – są one zaznaczone na mapach z tego okresu. Nazwa Salamona Skały pochodzi z lat powojennych od biednej 14 osobowej rodziny. Jagody, poziomki, maliny – dary natury były ich pożywieniem a znajomy im teren całym światem. Skały w tym okresie były całkowicie odsłonięte, w większości był to ugór oraz niskie zadrzewienie.

## Turystyka
- – żółty szlak turystyczny ze Strużnicy na Starościńskie Skały przez Strużnickie Skały – Salamona Skały
- Dojście ze Strużnicy do skał żółtym szlakiem około 15 min